# Ancomarca (Tacna)
Ancomarca es una localidad peruana ubicada en el distrito de Palca, en la provincia y departamento de Tacna, al sur del Perú. Se encuentra en la meseta de Ancomarca, a 4206 m s. n. m., en la zona fronteriza con Chile y Bolivia.

## Geografía
La localidad está situada en la meseta de Ancomarca, en los Andes del sur del Perú, una región habitada tradicionalmente por comunidades aymara de la etnia pacaje. Es una zona de clima extremo y paisaje altoandino.

## Triple frontera
En su entorno se ubica el hito tripartito o trifinio entre Perú, Bolivia y Chile. Este corresponde al hito número 80 de la frontera entre Perú y Chile, definida por el Tratado de Lima de 1929. El obelisco trifinio marca también el hito número 5 según el Tratado de 1904 entre Bolivia y Chile.

## Historia
Ancomarca fue parte de un antiguo ayllu aymara.
Durante el periodo posterior a la guerra del Pacífico, la administración chilena impulsó un proceso de inscripción de propiedades rurales en los territorios de la provincia de Tacna. La administración territorial estuvo organizada bajo un sistema de subdelegaciones, distritos e intendencias. En este contexto, en 1911 se registró en el Conservador de Bienes Raíces de Tacna el dominio colectivo del ayllu de Ancomarca por parte de sus comuneros aymaras, como Luis Tapia, Manuel Calisaya, Pedro Querquesana y Florentino Lanchipa, entre otros.
Este reconocimiento no fue casual, sino parte de una estrategia más amplia del Estado chileno para afianzar su control sobre territorios en disputa. A través de leyes como la de organización de municipalidades de 1884 y decretos posteriores, se incorporaron comunidades como Ancomarca a las subdelegaciones locales, en este caso dentro de la subdelegación de Palca. El caserío de Ancomarca fue incluido entre "los pueblos indios" del altiplano junto a Cosapilla y Tacora, y figuraba como parte de los territorios sujetos a la administración chilena.
Esta inscripción constituye uno de los pocos casos documentados de reconocimiento legal de un ayllu andino como unidad territorial en el sistema jurídico chileno. El "distrito y pueblo de Ancomarca", como fue denominado en el registro, abarcaba numerosas estancias ganaderas, algunas de las cuales quedaron posteriormente en territorio chileno tras la firma del Tratado de Lima de 1929, mientras que otras permanecieron en Perú.
El acta final de demarcación fronteriza de 1930, realizada por la Comisión Mixta de Límites entre Perú y Chile, situó el caserío principal de Ancomarca en territorio peruano, pero dejó varias de sus estancias —como Pacocagua, Chisllani, Parcoma, Queullire-Ilave y Colpitas— en el lado chileno. Esto dividió a la comunidad ancestral y forzó a sus miembros a adaptarse a dos legislaciones diferentes, perdiendo muchos de ellos el acceso a su tradicional "marka" o centro comunal.
En el caso del predio denominado también "Ancomarca", este fue reinscrito en 1941 en el Conservador de Bienes Raíces de Arica por José Santos Querquesana Apaza, hijo de uno de los comuneros originales, utilizando como base legal la inscripción colectiva de 1911.
El caserío principal quedó en territorio peruano, mientras que otras estancias quedaron del lado chileno y conforman actualmente la localidad de Visviri. El asentamiento actual no está en su ubicación original, sino algo más al norte.
Existen otras localidades cercanas homónimas cerca del río Mauri. Incluyendo San José de Ancomarca en el departamento de Puno.

## Clima
El clima de Ancomarca es un clima semiárido frío (BSk) según la clasificación climática de Köppen, con temperaturas frescas durante todo el año. Presenta una estación húmeda en verano y una seca el resto del año.
| Parámetros climáticos promedio de Meseta de Ancomarca (Visviri) | Parámetros climáticos promedio de Meseta de Ancomarca (Visviri) | Parámetros climáticos promedio de Meseta de Ancomarca (Visviri) | Parámetros climáticos promedio de Meseta de Ancomarca (Visviri) | Parámetros climáticos promedio de Meseta de Ancomarca (Visviri) | Parámetros climáticos promedio de Meseta de Ancomarca (Visviri) | Parámetros climáticos promedio de Meseta de Ancomarca (Visviri) | Parámetros climáticos promedio de Meseta de Ancomarca (Visviri) | Parámetros climáticos promedio de Meseta de Ancomarca (Visviri) | Parámetros climáticos promedio de Meseta de Ancomarca (Visviri) | Parámetros climáticos promedio de Meseta de Ancomarca (Visviri) | Parámetros climáticos promedio de Meseta de Ancomarca (Visviri) | Parámetros climáticos promedio de Meseta de Ancomarca (Visviri) | Parámetros climáticos promedio de Meseta de Ancomarca (Visviri) |
| Mes                                                             | Ene.                                                            | Feb.                                                            | Mar.                                                            | Abr.                                                            | May.                                                            | Jun.                                                            | Jul.                                                            | Ago.                                                            | Sep.                                                            | Oct.                                                            | Nov.                                                            | Dic.                                                            | Anual                                                           |
| --------------------------------------------------------------- | --------------------------------------------------------------- | --------------------------------------------------------------- | --------------------------------------------------------------- | --------------------------------------------------------------- | --------------------------------------------------------------- | --------------------------------------------------------------- | --------------------------------------------------------------- | --------------------------------------------------------------- | --------------------------------------------------------------- | --------------------------------------------------------------- | --------------------------------------------------------------- | --------------------------------------------------------------- | --------------------------------------------------------------- |
| Temp. máx. abs. (°C)                                            | 22.6                                                            | 22.8                                                            | 22.0                                                            | 20.1                                                            | 19.7                                                            | 19.2                                                            | 19.0                                                            | 19.9                                                            | 22.3                                                            | 23.6                                                            | 23.8                                                            | 23.1                                                            | 23.8                                                            |
| Temp. máx. media (°C)                                           | 18.6                                                            | 18.4                                                            | 17.8                                                            | 17.0                                                            | 16.0                                                            | 15.5                                                            | 12.8                                                            | 13.7                                                            | 15.6                                                            | 18.7                                                            | 20.6                                                            | 20.0                                                            | 17.1                                                            |
| Temp. media (°C)                                                | 10.2                                                            | 9.9                                                             | 9.3                                                             | 8.6                                                             | 6.5                                                             | 4.2                                                             | 4.1                                                             | 5.2                                                             | 7.2                                                             | 9.1                                                             | 10.4                                                            | 10.5                                                            | 7.9                                                             |
| Temp. mín. media (°C)                                           | 2.5                                                             | 2.0                                                             | 1.4                                                             | -1.5                                                            | -4.6                                                            | -5.2                                                            | -5.8                                                            | -5.0                                                            | -2.1                                                            | -0.5                                                            | 1.6                                                             | 2.2                                                             | -1.3                                                            |
| Temp. mín. abs. (°C)                                            | -7.2                                                            | -5.2                                                            | -8.9                                                            | -11.5                                                           | -17.6                                                           | -17.1                                                           | -19.3                                                           | -19.9                                                           | -18.0                                                           | -14.2                                                           | -12.6                                                           | -11.1                                                           | -19.9                                                           |
| Precipitación total (mm)                                        | 110                                                             | 72                                                              | 52                                                              | 13                                                              | 2                                                               | 1                                                               | 0                                                               | 2                                                               | 1                                                               | 7                                                               | 15                                                              | 47                                                              | 322                                                             |
| Fuente: OGIMET                                                  |                                                                 |                                                                 |                                                                 |                                                                 |                                                                 |                                                                 |                                                                 |                                                                 |                                                                 |                                                                 |                                                                 |                                                                 |                                                                 |